# Praentomobrya
Praentomobrya is een geslacht van springstaarten binnen de familie van Praentomobryidae en telt 1 beschreven soort.

## Taxonomie
- Praentomobrya avita - Christiansen, KA et Nascimbene, P, 2006